# Waltraud Schiefer
Waltraud Schiefer (Merano, 11 luglio 1979) è un'ex slittinista italiana.

## Biografia
Nata a Merano, in Alto Adige, nel 1979, nel 1997, 1998 e 1999 ha partecipato ai Mondiali juniores, rispettivamente a Oberhof, Sigulda e Igls.
Nel 1999 a Schönau am Königssee, 2000 a Sankt Moritz e 2001 a Calgary ha preso parte ai Mondiali, sempre nel singolo, arrivando rispettivamente 18ª, 10ª e 26ª. Agli Europei ha terminato invece 15ª nel singolo e 5ª in staffetta a Winterberg 2000 e 15ª nel singolo ad Altenberg 2002.
A 22 anni ha partecipato ai Giochi olimpici di Salt Lake City 2002, nel singolo, chiudendo 16ª in 2'55"716.